# Римир (город, Миннесота)
Римир (англ. Remer) — город в округе Касс, штат Миннесота, США. На площади 2,9 км² (2,9 км² — суша, водоёмов нет), согласно переписи 2002 года, проживают 372 человека. Плотность населения составляет 126,6 чел./км².
- Телефонный код города — 218
- Почтовый индекс — 56672
- FIPS-код города — 27-53782[1]
- GNIS-идентификатор — 0658015[2]